# Itunu Hotonu
Pour les articles homonymes, voir Itunu (homonymie).
La contre-amirale Itunu Hotonu, de son nom de naissance Itunu Tomori, est une officière de marine et architecte nigériane, l'une des premières femmes officières et parmi les premières architectes de la marine nigériane. En décembre 2012, elle devient la première amirale en Afrique,.

## Biographie

### Enfance et formations
Itunu Hotonu est née le 18 janvier 1959,. À l'âge de 13 ans, elle prend la décision de devenir architecte. Pour ce faire, elle étudie l'architecture à l'Université du Nigeria, où elle est la plupart du temps la seule femme dans ses cours. Après avoir obtenu son diplôme, elle travaille dans un bureau d'architecte pendant deux ans, tout en passant ses examens professionnels,,,,.
Elle postule pour rejoindre le corps des ingénieurs de l'armée nigériane, elle n'est pas acceptée puisque, pendant cette période là, il n’y a pas de postes pour les femmes dans ce domaine. Elle postule ensuite pour la marine qui n'a pas de restrictions liées au genre. Elle est donc acceptée comme candidate officière à la National Defence Academy à Abuja en 1985. Par cette admission, elle devient la première femme à fréquenter l'académie et a y obtenir le diplôme de meilleure élève de sa classe de 73 élèves. Elle remporte le prix du commandant en chef et le prix du commandant pour le meilleur projet de recherche. Itunu Hotonu devient ainsi l'une des premières architectes à rejoindre la marine nigériane,,,,.

### Carrière
Itunu Hotonu est la première femme officière à servir en tant qu'instructrice au Collège de commandement et d'état-major des forces armées à Jaji.  En 2012, elle passe du temps au Liberia pour conseiller les femmes des forces armées de ce pays. Elle est promue au rang de contre-amirale en décembre 2012, devenant ainsi la première femme amirale en Afrique,,,.